# Why Me? Why Not.
Why Me? Why Not. je druhé sólové studiové album anglického zpěváka Liama Gallaghera. Vydalo jej dne 20. září 2019 vydavatelství Warner Records a na jeho produkci spolupracovali Greg Kurstin, Andrew Wyatt, Simon Aldred a Adam Noble. Obsahuje jedenáct písní, na kterých se kromě Gallaghera autorsky podíleli jako producenti alba, tak i další autoři, jako Michael Tighe a Damon McMahon. Nahrávání alba začalo v dubnu 2018 a s přestávkami pokračovalo po dobu jednoho roku.

## Seznam skladeb
1. Shockwave – 3:31
2. One of Us – 3:25
3. Once – 3:33
4. Now That I've Found You – 3:20
5. Halo – 3:58
6. Why Me? Why Not. – 3:38
7. Be Still – 2:59
8. Alright Now – 3:47
9. Meadow – 4:05
10. The River – 3:26
11. Gone – 3:45